# Egon Franke
Egon Johann Franke (n. 23 octombrie 1935, Gleiwitz, Germania Nazistă – d. 30 martie 2022, Torino, Italia) a fost un scrimer polonez specializat pe floretă. A fost primul campion olimpic polonez la scrimă.

## Carieră
S-a apucat de scrimă la clubul Budowlani sub conducerea lui Antoni Franz. A devenit campion Poloniei la juniori în 1955, apoi s-a transferat la Legia Warsaw în timpul serviciului milita, devenind vicecampion național la seniori în 1957. În același an s-a alăturat lotului olimpic sub îndrumarea lui Zbigniew Czajkowski. Echipa a fost eliminat de Statele Unite în sferturile de finală la Jocurile Olimpice din 1960 de la Roma, dar a cucerit la Campionatul Mondial din 1961 de la Torino prima medalie mondială pe echipe, un bronz, din istoria floretei  poloneze. În anul următor el a fost campion național și a completat echipa de sabie, care a câștigat medalia de aur la Campionatul Mondial din 1962 de la Buenos Aires. În 1963 a urcat pe un podium mondial pentru prima dată, fiind laureat cu bronz la Gdańsk. În aceeași competiție Polonia s-a clasat pe locul doi.
La Jocurile Olimpice din 1964 de la Tokyo a fost selecționat, de dată asta, atât la individual, cât și pe echipe. În proba individuală a creat surpriză, trecând de semifinale după victorii în fața britanicilor Henry Hoskyns și Albie Axelrod. În faza finală i-a învins succesiv pe austriacul Roland Losert și francezii Daniel Revenu și Jean-Claude Magnan, cucerind medalia de aur. Astfel a devenit primul campion olimpic polonez la scrimă. La proba de echipe, Polonia a ajuns în finală după ce a trecut de România, dar a pierdut cu Uniunea Sovietică și s-a mulțumit cu argintul.
La Jocurile Olimpice din 1968 de la Ciudad de México a participat doar la proba pe echipe. Polonia a câștigat cele trei meciuri de baraj, dar a fost depășită de Uniunea Sovietică și de Franța, iar apoi a învins România în meciul pentru medalia de bronz. După acesta s-a retras din activitate competițională și a devenit antrenor de scrimă, mai întâi în Polonia, apoi în Italia, unde a decedat la 30 martie 2022, în Torino.
Este căsătorit cu floretista Elżbieta Cymerman. Împreună au un fiu, Piotr Jan, și el antrenor de scrimă.

## Legături externe
- pl  Profil la Comtitetul Olimpic Polonez
- en Egon Franke la Olympedia.org